# Costerstraat
De Costerstraat is een straat in Paramaribo. De kosterstraat is het verlengde van de Jessurunstraat en loopt door tot de Verlengde Mahonylaan.

## Bouwwerken
De Costerstraat begint bij de brug over de Sommelsdijkse Kreek als verlengde van de Jessurunstraat. Er is een kruising met de Koninginnestraat en het einde ligt bij de Verlengde Mahonylaan. Er staan verschillende eetcafés en hotels in de straat.

### Monumenten
De volgende panden in de Costerstraat staan op de monumentenlijst: Het pand op nummer 62 was rond 2015 een van de eerste panden die Stichting Stadsherstel Paramaribo renoveerde.

#### Nog bestaande monumenten
| Omschrijving | Bouwjaar | Adres           | Coördinaten                  | Objectnummer? | Afbeelding                    |
| ------------ | -------- | --------------- | ---------------------------- | ------------- | ----------------------------- |
| woonhuis     |          | Costerstraat 6  | 5° 49' 54" NB, 55° 9' 14" WL | BPO 108       | Meer afbeeldingen Upload foto |
| woonhuis     |          | Costerstraat 8  | 5° 49' 54" NB, 55° 9' 14" WL | BPO 109       | Meer afbeeldingen Upload foto |
| woonhuis     |          | Costerstraat 24 | 5° 49' 55" NB, 55° 9' 14" WL | CPO 072       | Meer afbeeldingen Upload foto |
| woonhuis     |          | Costerstraat 34 | 5° 49' 57" NB, 55° 9' 13" WL | CPO 073       | Meer afbeeldingen Upload foto |
| woonhuis     |          | Costerstraat 59 | 5° 50' 2" NB, 55° 9' 10" WL  | BPO 110       | Meer afbeeldingen Upload foto |
| woonhuis     |          | Costerstraat 69 | 5° 50' 2" NB, 55° 9' 11" WL  | BPO 111       | Meer afbeeldingen Upload foto |

#### Niet meer bestaand monument
| Omschrijving | Bouwjaar       | Adres           | Coördinaten                 | Objectnummer? | Afbeelding                    |
| ------------ | -------------- | --------------- | --------------------------- | ------------- | ----------------------------- |
|              | Deels gesloopt | Costerstraat 54 | 5° 50' 1" NB, 55° 9' 11" WL | CPO 074       | Meer afbeeldingen Upload foto |